# Ribeira Dranse de Morzine
A ribeira Dranse de Morzine é um ribeiro no departamento francês da Alta Saboia, que tem como afluente a ribeira Dranse de Abondance.

## Geografia
Nasce no Chablais Saboiardo e irriga o vale de Morzine, onde se encontra a comuna francesa de Morzine Na comuna de Reyvroz recebe a ribeira Dranse de Abondance para formarem o rio Dranse, que irá desaguar no lago Lemano junto a Thonon-les-Bains. Neste último rio encontram-se as gargantas da Ponte do Diabo (em francês:  Gorges du Pont-du-Diable).
Há um outro rio chamado Dranse, o rio Dranse que se lança perto de Martigny, na Suíça, no rio Ródano.